# 真昼の悪魔
『真昼の悪魔』（まひるのあくま）は、遠藤周作の小説である。『週刊新潮』に1980年2月から7月まで24回にわたって連載され、1980年12月に新潮社から単行本が刊行された。1984年12月24日には新潮文庫版が刊行された。
2017年2月、フジテレビ系でテレビドラマ化された。

## テレビドラマ
2017年2月4日から 3月25日まで 東海テレビ制作・フジテレビ系「オトナの土ドラ」枠で毎週土曜日23時40分 - 翌0時35分に放送された。主演は田中麗奈。

### キャスト
大河内葉子
演 - 田中麗奈
関東女子医大付属第三病院外科医。大手ホテルグループ御曹司・大塚と婚約しており三年後には結婚している。さらに彼との間に一人娘をもうけている。
難波聖人
演 - 中村蒼
入院患者で、葉子の担当患者。塾のバイト講師で小説家志望。
芳賀明善
演 - 篠原篤
関東女子医大付属第三病院清掃員。
吉田誠
演 - 鈴木省吾
関東女子医大付属第三病院外科部長。
渡来倫子
演 - 福田ゆみ
関東女子医大付属第三病院外科医。
浅川純
演 - 瑛蓮
関東女子医大付属第三病院外科医。
相沢
演 - 川本成（あさりど）
関東女子医大付属第三病院心療内科医。
大河内徳広
演 - 村井國夫
葉子の父。
宮島浩介
演 - 原田龍二
大塚のライバルグループのホテルチェーンを創業した実業家。
大塚光
演 - 大倉孝二
大手ホテルグループ御曹司（専務）で次期社長。葉子と婚約し、三年後には結婚していて彼女の夫。さらに葉子との間に一人娘をもうけている。
神父
演 - 伊武雅刀
関東女子医大付属第三病院の近くにある教会の神父。

#### ゲスト

##### 第1話
小林照美
演 - 朝加真由美（最終話）
小林トシ
演 - 仲野元子
梶本喜子
演 - 宮地雅子
加能学
演 - 水野智則

##### 第6話
大塚陽一
演 - 団時朗

##### 最終話
竹居道明
演 - 坂上忍
謎の女
演 - 不明
最終話のラストシーンで登場したある病院に入院している謎の女性。髪の色が薄くなる程に歳をとっている（歳の割には健康な方であるらしくまだまだ生きられると言われている）。刑務所に入っていた前科者という噂があり本人も娘を殺したと主張している。実際は娘は生きていて娘が入院費を払っているがなぜか娘は一度も見舞いにはこないらしい。彼女が歌を歌いながらどこかへ行く所で物語は終わる。

### スタッフ
- 原作 - 遠藤周作『真昼の悪魔』（新潮文庫刊）
- 脚本 - 香坂隆史
- 音楽 - 大間々昂、兼松衆、田渕夏海
- 主題歌 - 倖田來未「On my way」（rhythm zone）[2]
- 協力プロデューサー - 市野直親（東海テレビ）、千葉行利（ケイファクトリー）
- プロデューサー - 遠山圭介（東海テレビ）、高橋史典（ケイファクトリー）、馬場三輝（ケイファクトリー）
- 制作著作 - ケイファクトリー
- 制作 - 東海テレビ

### 放送日程
| 各話   | 放送日  | サブタイトル | 監督     |
| ------ | ------- | ------------ | -------- |
| 第1話  | 2月04日 | 衝動         | 森雅弘   |
| 第2話  | 2月11日 | 実験         | 森雅弘   |
| 第3話  | 2月18日 | 命日         | 千葉行利 |
| 第4話  | 2月25日 | 背信         | 千葉行利 |
| 第5話  | 3月04日 | 挑発         | 伊藤大輔 |
| 第6話  | 3月11日 | 復讐         | 千葉行利 |
| 第7話  | 3月18日 | 挑戦         | 田部井稔 |
| 最終話 | 3月25日 | 贖罪         | 千葉行利 |